# Соломатов, Сергей Леонидович
Сергей Леонидович Соломатов (род. 22 августа 1973, Челябинск) — российский хоккеист, нападающий. Мастер спорта России. Тренер.

## Биография
Воспитанник челябинского «Трактора», тренер В. Е. Соколов). Чемпион СССР среди юношей 1987/88, бронзовый призер юношеского чемпионатаа СССР 1989/90 (юноши 1973, 1974 г.р.). чемпион СССР (СНГ) среди молодежи 1990/91, 1991/92.
Играл за команды «Мечел» Челябинск (1991/92, 1999/2000 — 2001/02), «Амурсталь» (Комсомольск-на-Амуре, 1992/94), «Металлург» Магнитогорск (1994/95 — 1995/96), «Трактор» (1996/97 — 1997/98), «Юниор-Т» Куган (1997/98), «Ак Барс» (1997/98), «Рёдовре» (Дания, 1998/99), «Амур» Хабаровск (1999/2000), «Спартак» Москва и «Сибирь» (2002/03).
Бронзовый призер чемпионата МХЛ 1994/1995. Чемпион России 1997/98.
Тренер в СДЮСШОР «Мечел» (2008—2014), командах ВХЛ «Ермак» Ангарск (6 января 2015—2015/16; 20 февраля 2017 — 20 октября 2018), «Молот-Прикамье» Пермь (2016/17, до 11 декабря). С 2021 года — тренер команды «Трактора» 2008 г. р.
Бронзовый призер ЮХЛ 2013/2014.